# Cộng hòa Rio Grande
Cộng hòa Rio Grande (tiếng Tây Ban Nha: República del Río Grande) là một quốc gia độc lập mà quân nổi dậy chống lại Chính quyền Trung ương Mexico tìm cách thiết lập ở miền bắc Mexico. Cộng hòa Rio Grande chỉ là một trong một loạt các phong trào độc lập ở Mexico dưới quyền của chính phủ Santa Anna, bao gồm Cộng hòa Texas, Cộng hòa Zacatecas và Cộng hòa Yucatán. Cuộc nổi loạn kéo dài từ ngày 17 tháng 1 đến ngày 6 tháng 11 năm 1840.

## Bối cảnh
Sau một thập kỷ xung đột, Mexico giành được độc lập từ Vương quốc Tây Ban Nha năm 1821. Sau một nỗ lực thất bại tại đế quốc, Mexico đã thông qua một hiến pháp mới, hiến pháp 1824. Hiến pháp mới này đã thiết lập Los Estados Unidos Mexicanos, hoặc "Hiệp chúng quốc Mexico", là một nước cộng hòa liên bang. Trong cuộc chiến giành độc lập, nhiều phiến quân đã được đưa đến Coahuila và Nuevo León, nơi mà tinh thần cách mạng này đã thu phục được lòng dân.
Năm 1833, Tướng Antonio López de Santa Anna được bầu làm nhiệm kỳ tổng thống đầu tiên và tại thời điểm bầu cử của ông, để ủng hộ cộng hòa liên bang. Tuy nhiên, sau khi một số thành viên của chính phủ tức giận các đồng minh chính trị của Santa Anna, Santa Anna đã quyết định bắt đầu một chính phủ tập trung. Santa Anna đình chỉ hiến pháp, giải tán Quốc hội và biến mình trở thành trung tâm quyền lực ở Mexico. Các bang đã được chuyển đổi thành các tỉnh không có quyền tự trị chính trị hoặc tài chính bằng cách thay thế các thống đốc được bầu với những người được chỉ định và thay thế các hội đồng nhà nước cho các juntas theo chính sách của Santa. Bị loại bỏ bởi những chính sách này và nhận thức rằng chính phủ đã làm ngơ vì những khiếu nại và hoàn cảnh của dân làng ở miền Bắc, các nhà lãnh đạo cộng hòa nhằm trục xuất các quan chức chính phủ chỉ định và khôi phục Hiến pháp năm 1824. Ngày 3 tháng 11 năm 1838, một trong những nhà lãnh đạo cộng hòa, Antonio Canales Rosillo, đã ban hành một bản phát âm chống lại chính phủ và ủng hộ chủ nghĩa liên bang.